# Северинска бановина
Северинска бановина је била погранична област средњовековне Краљевине Угарске, која је обухватала западну Олтенију и југоисточни део Баната. Управно седиште бановине био је град Турну Северин. Око власти над овим подручјем спориле су се Влашка и Угарска. Северинска бановина је образована 1228. године и постојала је до 16. века, када је њена територија подељена између вазалних турских кнежевина Влашке и Трансилваније. У политичком смислу, покрајину је наследила Лугошка и карансебешка бановина у оквиру Кнежевине Трансилваније, која је формирана на северозападном делу подручја некадашње Северинске бановине (западно од града Оршаве). У време турске најезде, Северинска бановина је имала значајну улогу у анти-турском одбрамбеном систему краљевине Угарске.
Данас је цело подручје некадашње Северинске бановине у саставу Румуније.